# Toxopoda bequaerti
Toxopoda bequaerti är en tvåvingeart som beskrevs av Charles Howard Curran 1929. Toxopoda bequaerti ingår i släktet Toxopoda och familjen svängflugor.
Artens utbredningsområde är Kongo. Inga underarter finns listade i Catalogue of Life.